# Hagasjön (Ljushults socken, Västergötland)
Hagasjön är en sjö i Borås kommun i Västergötland och ingår i Viskans huvudavrinningsområde.